# Hemicordulia virens
Hemicordulia virens är en trollsländeart som först beskrevs av Jules Pièrre Rambur 1842.  Hemicordulia virens ingår i släktet Hemicordulia och familjen skimmertrollsländor. Inga underarter finns listade i Catalogue of Life.